# Convolvulus assyricus
Espèce
Synonymes
- Convolvulus strigulosus Boiss.[2]

Convolvulus assyricus est une espèce de plantes semi-ligneuses d'une vingtaine de centimètres que l'on rencontre entre 750 et 2 100 m sur étendues rocheuses et éboulis, en Turquie.